# Casa de Contratación

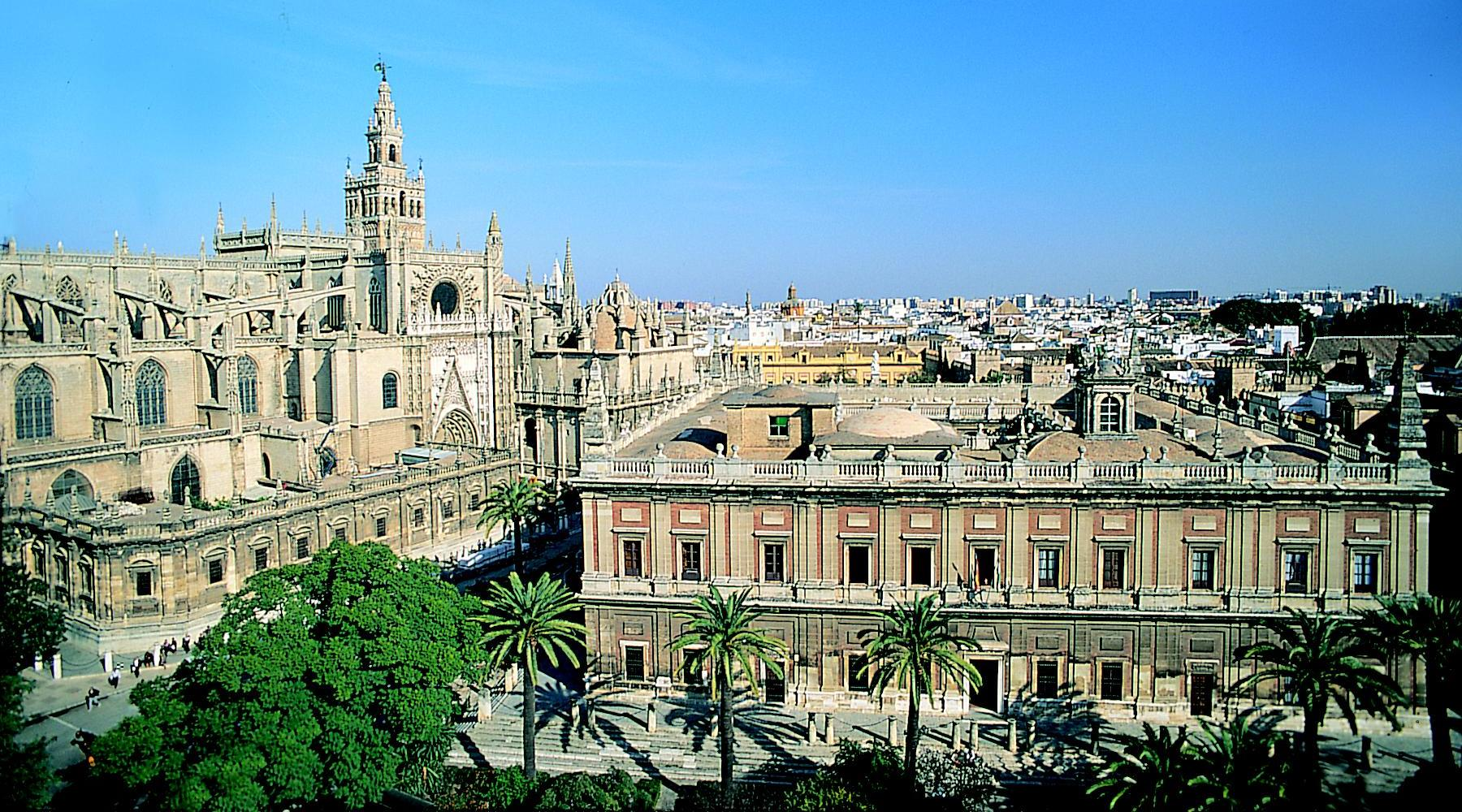
"Casa Lonja de Mercaderes", antica sede del Consolato dei mercanti e oggi dell'Archivo General de Indias a Siviglia, ove si possono consultare i documenti della Casa de Contratación. Sulla sinistra la Cattedrale di Siviglia.

La Casa de Contratación (nome completo Real Audiencia y Casa de la Contratación de Indias) è stata un'istituzione della Monarchia spagnola, creata a Siviglia il 20 gennaio 1503 all'inizio della colonizzazione spagnola dell'America. Fondata per controllare i commerci tra la Penisola iberica e le Indie spagnole, svolgeva assieme al Consiglio delle Indie il ruolo di alta corte di giustizia per tutti i tribunali dell'Impero spagnolo.
Nel 1717 venne trasferita a Cadice, quando il porto fluviale di Siviglia divenne impraticabile, perché invaso da sedimenti. L'istituzione fu soppressa nel 1790, allorché l'economia coloniale spagnola venne liberalizzata. Fu ubicata inizialmente nell'Arsenale di Siviglia, per essere dopo poco spostata nel Real Alcázar fino al suo definitivo trasferimento a Cadice nel 1717.

## Fondazione e regolamentazione
Gli antecedenti storici della Casa de Contratación, fondata nel 1503, possono essere ritrovati, da un lato, nella tradizione delle case di commercio e deposito del Mediterraneo (i cosiddetti fondachi), dall'altro nell'esempio portoghese della Casa da Índia di Lisbona. Già dopo la conquista di Ceuta, nel 1415, i monarchi portoghesi avevano creato una casa del commercio coloniale (Casa da Ceuta, 1434), sul modello arabo del funduq, un edificio che svolgeva funzioni di deposito e di mercato, creato per ospitare i mercanti che svolgevano i propri commerci a lungo raggio (talvolta anche offrendo possibilità di albergo). Nel 1463 fu fondata, a Lisbona, una Casa da Guiné, per gestire i traffici con l'Africa occidentale, che divenne infine la Casa da Guiné, da Mina e da Índia con l'apertura della rotta marittima verso l'India in seguito ai viaggi di Bartolomeo Diaz e Vasco da Gama.
Data natura del colonialismo portoghese, basato sul controllo del commercio di merci dall'alto valore per mezzo di basi commerciali e militari (le cosiddette feitorias), alla Casa di Lisbona era affidato il compito di difendere il monopolio della monarchia portoghese sui commerci con l'Africa e l'Asia e di organizzare l'amministrazione degli avamposti commerciali. Alla Casa de Contratación di Siviglia, invece, furono affidate principalmente funzioni di controllo nell'area della navigazione marittima e del commercio (affidato a privati e non al monopolio della corona), così come funzioni di corte di giustizia nelle relative materie. A ciò si aggiunsero ben presto le funzioni di controllo fiscale e dei flussi migratori, di scuola nautica e di gestione ed attribuzione dei beni dei defunti provenienti dalle Americhe.
Il 20 gennaio 1503 i re cattolici firmarono una Reale Provvisione ad Alcalá de Henares approvando le prime Ordinanze per la Casa de Contratación che si sarebbe dovuta fondare a Siviglia. La Casa sarebbe stata retta da tre officiali regi: il fattore (factor), il tesoriere (tesorero) e il Contador. Nel 1508 fu creata la figura di Piloto mayor (pilota maggiore), carica affidata ad Amerigo Vespucci, un esperto di navigazione a cui era affidato il compito di preparare le spedizioni e valutarne i risultati, di esaminare i piloti, le carte e gli strumenti di navigazione. Al fine di coadiuvare i compiti del Piloto mayor fu in seguito creata anche la carica di Cosmografo.
Tra 1510 e 1511 Ferdinando il Cattolico diede nuove e più dettagliate ordinanze alla Casa (composte da oltre 50 capitoli). Negli anni seguenti, si svilupparono le competenze scientifiche e cartografiche in seno alla casa, con la creazione del posto di Cartografo (1519): la Casa, infatti, aveva anche il compito di custodire le informazioni nautiche, simboleggiate dal cosiddetto "padrón real", ovvero la carta modello del Nuovo Mondo, in continuo aggiornamento grazie all'esperienza dei piloti delle flotte spagnole e alla quale si sarebbero in teoria dovute adeguare tutte le carte nautiche.
Dopo le ordinanze del 1552 (contenenti oltre 200 articoli), nel 1557, infine, fu creata la carica di Presidente, al quale furono subordinati i tre officiali sopra nominati.

## Ruolo
Prima di ogni viaggio per il Nuovo Continente, era obbligatorio passare per la Casa de Contratación, dove si doveva pagare un'imposta del 20 %, il quinto real, alla Corona spagnola, su tutte le merci dell'America spagnola che arrivavano in Spagna.
L'amministrazione funzionava anche come un organismo scientifico e d'insegnamento (ove venivano formati i piloti per i viaggi in America, sotto l'autorità del Piloto mayor). Ogni scoperta di nuove terre doveva essere segnalata ed esplorata per migliorare le carte. Venivano anche raccolte informazioni sui popoli nativi americani e sulle loro lingue.
La Casa de Contratación aveva anche il ruolo di controllare gli equipaggi ed i passeggeri dei battelli, specialmente per impedire che ebrei e musulmani potessero arrivare nelle Americhe e garantire così una colonizzazione puramente cattolica delle nuove colonie. L'istituto rilasciava quindi delle licenze d'imbarco (licencias de embarque), il che però non impediva del tutto il contrabbando, la corruzione e le partenze clandestine.
La Casa giudicava inoltre le cause provenienti dai cosiddetti Juzgados generales de bienes de difuntos (Tribunali dei beni dei defunti presenti nelle varie Audiencias dei territori coloniali), ovvero si occupava di raccogliere tutti i beni ereditari di quei migranti provenienti dalla penisola iberica che fossero morti senza eredi nei territori delle Americhe e delle Filippine e di consegnarli ai loro legittimi eredi in Spagna. Essa tutelava così le successioni ereditarie sia delle persone che morivano ab intestato, sia esautorando gli esecutori testamentari, per evitare appropriazioni indebite di beni. Dopo aver svolto un'inchiesta sull'identità del defunto, i tribunali del Juzgado vendevano all'asta tutti i beni del de cuius e, dopo avere onorato i debiti e riscosso i crediti, spedivano tutte le somme a Siviglia. Qui, presso la Casa de Contratación i pretendenti all'eredità potevano dimostrare la loro identità e rivendicare i beni dei loro parenti defunti.

## Archivi
La Casa de Contratación possedeva un'immensa quantità di documenti che costituivano una parte importante dell'Archivio Generale delle Indie, situati nell'edificio della Lonja, costruito nel 1580 secondo il progetto di Juan de Herrera.